# George Everest
George Everest (Crickhowell, Powys, 4 de julio de 1790-Greenwich, Londres, 1 de diciembre de 1866) fue un geógrafo y topógrafo británico, responsable general de la topografía de la India desde 1830 hasta 1843. En 1865 el monte Everest (llamado anteriormente pico XV) fue bautizado en su honor por su sucesor, Andrew Scott Waugh —aunque el mismo Everest argumentó años antes, en 1857, estar en contra de este nombre manifestando que la población local iba a tener problemas pronunciando el nombre propuesto por Waugh—.
Fue responsable de completar el estudio topográfico de la sección trigonométrica a lo largo del arco meridiano desde el sur de la India extendiéndose al norte hasta Nepal, una distancia aproximada de 2400 kilómetros. El trabajo lo comenzó junto a William Lambton en el Gran Proyecto de Topografía Trigonométrica.
Everest nació en Gwernvale Manor cerca de Crickhowell, en Powys, Gales. Fue bautizado en la iglesia de San Alfege, en Greenwich el 27 de enero de 1791. Tras estudiar en una academia militar en Woolwish, sobresaliendo en matemáticas, viajó hacia la India en 1806 como cadete de artillería. Allí fue seleccionado por Sir Stamford Raffles para formar parte en el reconocimiento de Java entre 1814 y 1816.
En 1808, comenzó a servir como asistente del coronel Lambton, quien ya había empezado las mediciones trigonométricas del subcontinente en 1806. Después de la muerte de Lambton en 1823, fue superintendente de perito y en 1830 fue nombrado perito general de la India.
Se retiró en 1843 y se fue a vivir a Inglaterra, donde llegó a ser miembro de la Royal Society. Fue ascendido a coronel en 1854. Posteriormente  fue distinguido como caballero real en 1861 y en 1862 fue elegido vicepresidente de la Royal Geographical Society. Murió en Greenwich en 1866 y fue enterrado en la iglesia de San Andrews, Hove, cerca de Brighton. Su sobrina, Mary Everest, se casó con el matemático George Boole y fue madre de la también matemática Alicia Boole Stott.

## Algunas publicaciones
- An Account of the Measurement of the Arc of the Meridian between the parallels of 18° 3' and 24° 7', being a continuation of the Grand Meridional Arc of India as detailed by the late Lieut.-Col. Lambton in the volumes of the Asiatic Society of Calcutta. Londres, 1830
- An Account of the Measurement of two Sections of the Meridional Arc of India, bounded by the parallels of  18° 3' 15'', 24° 7' 11'' and 29° 30' 48'' Conducted under the Orders of the Honourable East-India Company. Londres, 1847.